# Taps Miller
Marion Joseph „Taps“ Miller (* 22. Juli 1912, Indianapolis; † nach 1975) war ein amerikanischer Tänzer, Jazzmusiker (Gesang, Trompete) und Songwriter.

## Wirken
Miller sang und tanzte von 1932 bis zum Ende des Jahrzehnts in verschiedenen Bühnenrevuen in New York City, unter anderem in der Show Blackbirds of 1939. Mit der Tänzerin Edith „Baby“ Edwards Hunt (1922–2000) bildete er das Tanzduo Taps & Baby (später Spic & Span), das im Apollo Theater wirkte. Anfang der 1940er Jahre trat er als Moderator im Jazzclub Kelly’s Stable in der 52nd Street auf; er spielte gelegentlich auch als Schlagzeuger in Clark Monroe’s Uptown House. Dann gehörte er zum Count Basie Orchestra: Im Mai 1942 nahm er als Sänger mit Count Basie auf (die Aufnahmen wurden erst später veröffentlicht), und er ist in dem Tonfilm „A Song and Dance Man“ (1943) zu sehen.
1944/45 leistete Miller seinen Wehrdienst in einer USO-Einheit ab: Unter der Leitung von Alberta Hunter tourte er durch Nordafrika und Asien; auf dieser Tournee hielt er sich auch einen Monat lang in Casablanca auf. In den späten 1940er und frühen 1950er Jahren arbeitete Miller in New York; 1947 und 1949 nahm er erneut als Sänger mit Basie auf.
1953 reiste Miller als Mitglied der Band von Mezz Mezzrow nach Frankreich, in die Schweiz, nach Italien, Marokko und Belgien. In Brüssel nahm er im Oktober 1953 wenigstens neun Titel unter eigenem Namen mit einer Band auf, der Buck Clayton und Kansas Fields angehörten; in „Some of these Days“ (Ronnex 1016) ist ein Trompetensolo von ihm ebenso zu hören wie sein Gesang, der auch in seinem Song „Mannekin pis Boogie“ (Ronnex 1020) hervorsticht. Als Stepptänzer nahm er 1953 mit Mezz Mezzrow auf; 1953 arbeitete er zudem mit Raymond Fonsèque in Paris. Am 22. Juli 1954 wurde er in Paris wegen des Besitzes einer kleinen Menge Haschisch verhaftet. Im Frühsommer 1955 tourte er mit der Show Jazz Train durch Großbritannien, wo er einen Schlaganfall erlitt, wodurch er auch später nicht mehr auf der Bühne auftreten konnte. Im März 1956 kehrte er in die USA zurück.
Glen Miller, Jimmy Lunceford und Andy Kirk nahmen als Erste den Song „Wham (Re Bop Boom Bam)“ auf, den Tap Miller gemeinsam mit Eddie Durham verfasste; auch sein Song „Stop! The Red Light's On“ wurde häufiger interpretiert. 1969 gründete er die Wham Music Publishing Corporation als Tochtergesellschaft der Europix Consolidated Corporation. In einem Kurzporträt aus dem Jahr 1976 hieß es, Miller konzentriere sich auf das Schreiben von Songs.
Count Basie widmete ihm 1944 einen Song („Taps Miller“, 1944, Col. 36831).

## Lexikalische Einträge
- Howard Rye, Miller, Taps [Marion Joseph]. In: Barry Kernfeld (Hrsg.) The New Grove Dictionary of Jazz. 2002.